# Divisione di Lalor
La divisione di Lalor è una divisione elettorale australiana nello stato del Victoria.
Creata nel 1949, la divisione fu nominata in onore di Peter Lalor, leader dei minatori che combatterono all'Eureka Stockade e deputato dell'Assemblea Legislativa del Victoria.
Dal 1998 al 2013 il rappresentante fu Julia Gillard, primo ministro dell'Australia.

## Rappresentanti
| Deputato      | Deputato    | Partito   | Periodo   |
| ------------- | ----------- | --------- | --------- |
|               | Reg Pollard | Laburista | 1949-1966 |
|               | Mervyn Lee  | Liberale  | 1966-1969 |
|               | Jim Cairns  | Laburista | 1969-1977 |
| Barry Jones   | 1977-1998   | Laburista |           |
| Julia Gillard | 1998-2013   | Laburista |           |
| Joanne Ryan   | 2013-       | Laburista |           |